# Stelling van Schur
In de lineaire algebra, een deelgebied van de wiskunde, zegt de stelling van Schur dat elke complexe vierkante matrix door een unitaire transformatie is over te voeren in een bovendriehoeksmatrix. De stelling is genoemd naar Issai Schur (1875-1941), de ontdekker ervan. De transformatie wordt schurreductie genoemd. De reductie is niet eenduidig.

## Stelling
Zij {\displaystyle A} een complexe vierkante matrix, dan is er een unitaire matrix {\displaystyle Q} en een bovendriehoeksmatrix {\displaystyle U,} zodat:
{\displaystyle A=QUQ^{-1}}

## Speciale gevallen
Indien de matrix {\displaystyle A} ook symmetrisch is, kan bewezen worden dat de matrix {\displaystyle U} een diagonaalmatrix is.